# Tristan Schoolkate
Tristan Schoolkate (Perth, Australia, 26 de febrero de 2001) es un tenista profesional australiano. Su mejor posición en el ranking ATP fue la 187º en la actualización del 6 de mayo de 2024. En individuales ganó un torneo Challenger y dos ITF. 
Schoolkate también juega de manera asidua en dobles, modalidad en que ha ganado cuatro Challenger y 7 torneos ITF. En 2022, junto a Rinky Hijikata, alcanzó la segunda ronda del Abierto de Australia tras superar en el debut a la dupla Reid-Thompson.

## Títulos ATP (0; 0+0)

### Dobles (0)
| Leyenda                         |
| Grand Slam (0)                  |
| ATP Wourld Tour Finals (0)      |
| ATP Masters 1000 World Tour (0) |
| ATP World Tour 500 series (0)   |
| ATP World Tour 250 series (0)   |

#### Finalista (1)
| N.º | Fecha               | Torneos   | Superficie | Pareja        | Oponentes en la final   | Resultado   |
| --- | ------------------- | --------- | ---------- | ------------- | ----------------------- | ----------- |
| 1.  | 19 de julio de 2025 | Los Cabos | Dura       | Blake Bayldon | Robert Cash James Tracy | 6-7(4), 4-6 |

## Títulos Challenger (8; 2+6)

### Individuales (2)
| N.º | Fecha                | Torneo    | Superficie | Oponente en la final | Resultado      |
| --- | -------------------- | --------- | ---------- | -------------------- | -------------- |
| 1.  | 5 de mayo de 2024    | Guangzhou | Dura       | Adam Walton          | 6-3, 3-6, 6-3  |
| 2.  | 2 de febrero de 2025 | Brisbane  | Dura       | Marek Gengel         | 7-6(3), 7-6(4) |

### Dobles (6)
| N.° | Fecha                    | Torneo           | Superficie | Pareja       | Oponentes en la final              | Resultado           |
| --- | ------------------------ | ---------------- | ---------- | ------------ | ---------------------------------- | ------------------- |
| 1.  | 5 de noviembre de 2022   | Sídney           | Dura       | Blake Ellis  | Ajeet Rai Yuta Shimizu             | 4–6, 7–5, [11-9]    |
| 2.  | 8 de julio de 2023       | Bloomfield Hills | Dura       | Adam Walton  | Blake Ellis Calum Puttergill       | 7–5, 6–3            |
| 3.  | 24 de febrero de 2024    | Pune             | Dura       | Adam Walton  | Dan Added Chung Yun-seong          | 7-6, 7-5            |
| 4.  | 5 de mayo de 2024        | Guangzhou        | Dura       | Blake Ellis  | Nam Ji-sung Patrik Niklas-Salminen | 6-2, 6-7, [10-4]    |
| 5.  | 28 de septiembre de 2024 | Charleston       | Dura       | Luke Saville | Calum Puttergill Dane Sweeny       | 7-6(3), 1-6, [10-3] |
| 6.  | 5 de octubre de 2024     | Tiburón          | Dura       | Luke Saville | Patrick Kypson Eliot Spizzirri     | 6-4, 6-2            |